# Route 343 (Québec)
Pour les articles homonymes, voir Route 343.
La route 343 (R-343) est une route régionale québécoise d'orientation nord / sud située sur la rive nord du fleuve Saint-Laurent. Elle dessert la région administrative de Lanaudière.

## Tracé
La route 343 débute à Saint-Sulpice, à l'angle de la route 138. pour se terminer à Saint-Côme, alors qu'elle devient la route 347. Elle permet de relier les villes de L'Assomption et Joliette.

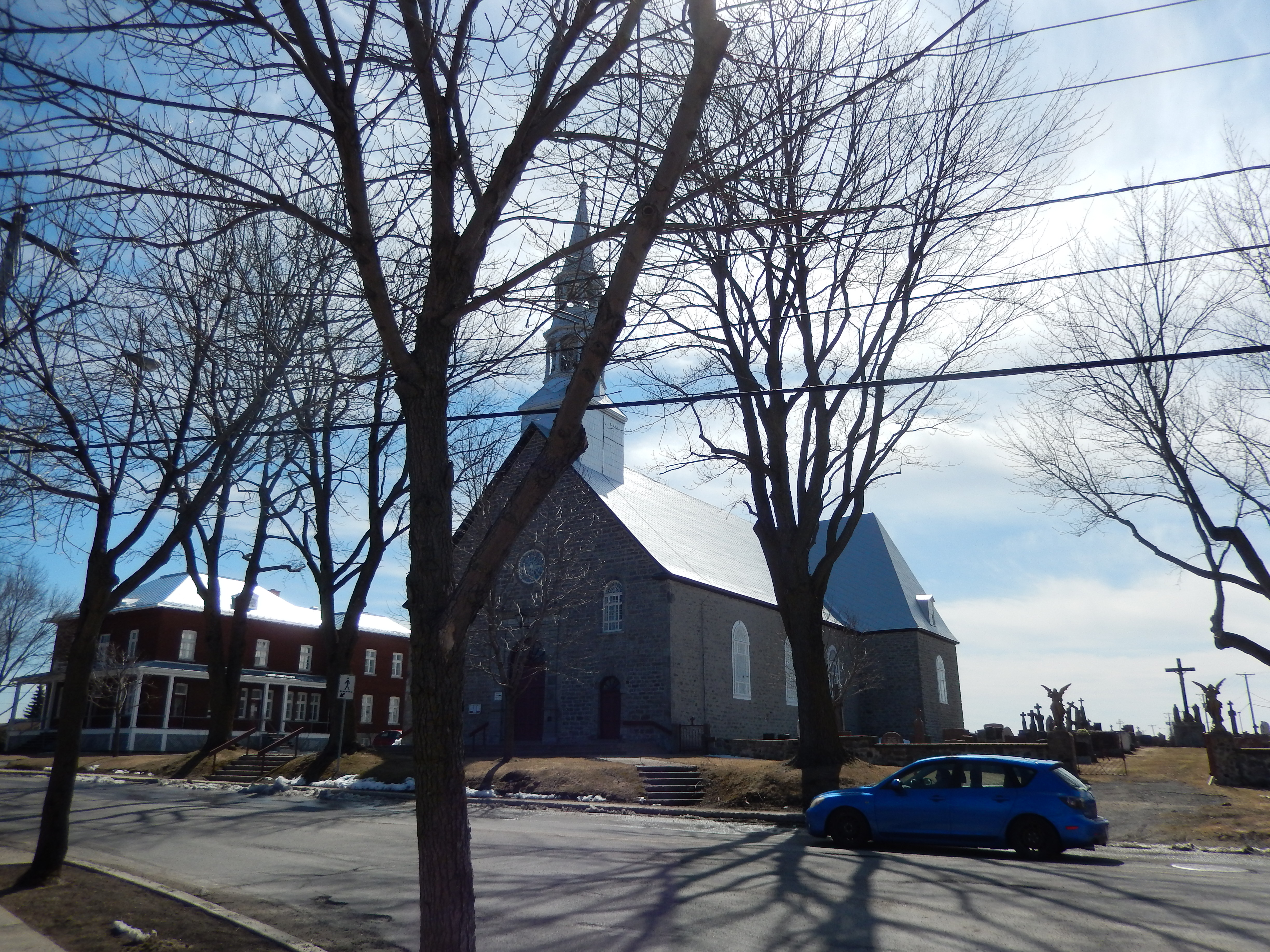
La route 343 traverse le village de Saint-Paul.

## Localités traversées (du sud au nord)
Liste des municipalités dont le territoire est traversé par la route 343, regroupées par municipalité régionale de comté.

### Lanaudière
L'Assomption
- Saint-Sulpice
- L'Assomption

Joliette
- Saint-Paul
- Joliette
- Saint-Charles-Borromée
- Saint-Ambroise-de-Kildare

Matawinie
- Sainte-Marcelline-de-Kildare
- Saint-Alphonse-Rodriguez
- Saint-Côme

## Intersections majeures
| MRC                                           | Municipalité              | km    | Destinations                                                            | Notes                                                                      |
| --------------------------------------------- | ------------------------- | ----- | ----------------------------------------------------------------------- | -------------------------------------------------------------------------- |
| L'Assomption                                  | Saint-Sulpice             | 0,00  | R-138 – Trois-Rivières, Montréal                                        |                                                                            |
| L'Assomption                                  | Saint-Sulpice             | 2,10  | A-40 – Trois-Rivières, Québec, Montréal                                 | Sortie 110 de l'A-40                                                       |
| L'Assomption                                  | L'Assomption              | 4,20  | R-344 ouest – L'Assomption                                              | Terminus est de la R-344; indications en direction nord seulement          |
| Joliette                                      | Saint-Paul                | 26,30 | R-158 – Saint-Jérôme, Joliette, Berthierville                           | Berthierville indiqué en direction sud, Joliette indiqué en direction nord |
| Joliette                                      | Saint-Charles-Borromée    | 35,20 | R-346 ouest – Saint-Liguori                                             | Terminus est de la R-346                                                   |
| Joliette                                      | Saint-Ambroise-de-Kildare | 44,10 | R-348 – Saint-Félix-de-Valois, Rawdon                                   |                                                                            |
| Matawinie                                     | Saint-Alphonse-Rodriguez  | 54,80 | R-337 sud – Rawdon                                                      | Terminus sud du multiplex avec la R-337                                    |
| Matawinie                                     | Saint-Alphonse-Rodriguez  | 60,10 | R-337 nord – Saint-Jean-de-Matha, Sainte-Béatrix                        | Terminus nord du multiplex avec la R-337                                   |
| Matawinie                                     | Saint-Côme                | 74,10 | R-347 – Saint-Côme, Saint-Michel-des-Saints, Sainte-Émélie-de-l'Énergie | La R-343 nord devient la R-347 nord                                        |
| - Terminus de multiplex - Transition de route |                           |       |                                                                         |                                                                            |